# مارينر 4

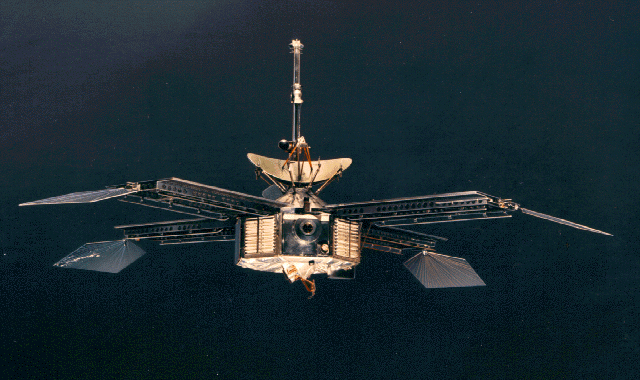

مارينر 4 (بالإنجليزية: Mariner 4)‏ ومعه المسبار مارينر 3 هما مسبارين أرسلتهما ناسا إلى المريخ عام 1964 وأطلق في 28 نوفمبر 1964. وكان مارينر 4 هو المسبار الرابع الذي يُرسل لاكتشاف كوكب المريخ المجاور للأرض في المجموعة الشمسية.
وكان مخططا له إجراء أول مسار بالقرب من المريخ وإرسال صورا لسطحه إلى الأرض . والتقط مارينر 4 أول صور من الفضاء البعيد تعود إلى الأرض تبين سطحه وقد غطته الفوهات، وتظهر لنا عالما يبدو ميتا، ويغير النظرة القديمة التي كانت تعتقد بوجود حياة على المريخ .
وقد صمم مارينر 4 لإجراء مشاهدة عن قرب لكوكب المريخ وإرسال الصور إلى الأرض . واختصت اكتشافاته الأخرى قياس الجسيمات في تلك المناطق من الفضاء بالقرب من المريخ . كما كانت تلك البعثة بغرض التعرف على الإمكانيات التكنلوجية للسفر عبر الفضاء لمدد زمنية طويله. وفي 21 ديسمبر 1967 انقطع الاتصال بين مارينر 4 والأرض.

## مارينر 4 ومارينر 3

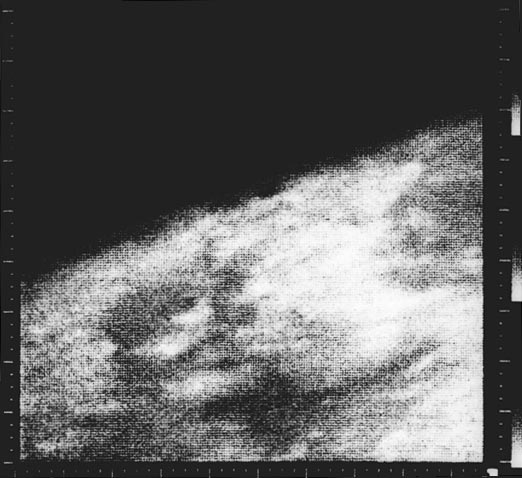
أول صورة يلتقطها مارينر 4 للمريخ.

كان الغرض من مارينر 3 ومارينر 4 المسار القريب من المريخ وقد ساعد على ذلك وجود صاروخ أطلاس دي  القوي القادر على حمل مسبار تبلغ كتلته 260 كيلوجرام ، منها 8و15 كيلوجرام أجهزة علمية لإجراء التجارب . ويبلغ اتساع اللألواح الشمسية 9و6 متر كما يبلغ ارتفاع المسبار 9و2 متر . وقد احتوى كل من مارينر 3 ومارينر 4 على كاميرا تلفزيونية، إلا أن جودة صورها كانت محدودة . فكانت الصورة مكونة من 200 نقطة في 200 نقطة . وقام كلا المسبارين بتسجيل الصور أثناء مروره بالمريخ على شريط مغناطيسي يستطيع التقات 22 من الصور . ثم قام بإرسالها تباعا إلى الأرض واستغرق إرسال كل صورة 8 ساعات.
وكان من ضمن القياسات المطلوبة فياس المجال المغناطيسي للمريخ : واحتوت مارينر 3 و 4 طذلك على عدادات لحبيبات الغبار وللجسيمات المشحونة وللأشعة عالية الطاقة . وكانت تلك العدادات شغالة أيضا أثناء الرحلة إلى المريخ . إلا أن نصف القياسات التي كان سيجريها مارينر 4 تعطلت خلال رحلة الاقتراب من المريخ.
أما مارينر 3 فقد أنطلق في 5 نوفمبر 1964 . وقد استخدم غطاء من البلاستيك المدعم بألياف زجاجية، إلا أنها انصهرت من حرارة الاحتكاك بالهواء أثناء الإقلاع وبقيت ملتصقة على الألواح الشمسية. بذلك لم يستطع المختصون فتح الألواح الشمسية وبقيت مارينر 3 في مدار حول الأرض، خصوصا وأن وزنها كان كبيرا نسبيا لمواصلة السفر إلى المريخ .
وبالنسبة إلى مارينر 4 فقد أجل الإقلاع واستبدل غطاء البلاستيك بغطاء معدني . وكان الإقلاع في 28 نوقمبر 1964 وسبحت مارينر 4 كأول مسبار أرضي إلى المريخ في 15 يوليو 1965 على بعد 9844 كيلومتر من المريخ . وخلال 22 دقيقة قام المسبار بالتقات 22 صورة، وأرسلها خلال الأيام التالية إلى الأرض . وبينت الصور عالم المريخ مشابه لسطح القمر، ولكن تلك الصور لم تغط سوى 1 % من سطحه . كما بينت القياسات أن المريخ ليس له مجالا مغناطيسيا أو أن مغناطيسيته ضعيفة . ويبلغ الضغط الجوي على المريخ نحو 30 ملليبار ويتكون جوه من نحو 80 % من ثاني أكسيد الكربون وعلى الأكثر 16 % نيتروجين و 8 % أرجون . وفي 20 ديسمبر 1967 انقطع الاتصال بين مارينر 4 والأرض.

## مارينر 4 تصور المريخ

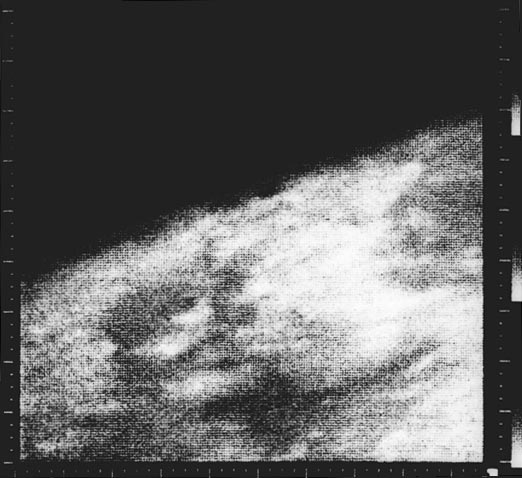
أول صور للمريخ عن قرب ، المنطقة 330 كيلومتر في 1200 كيلومتر.
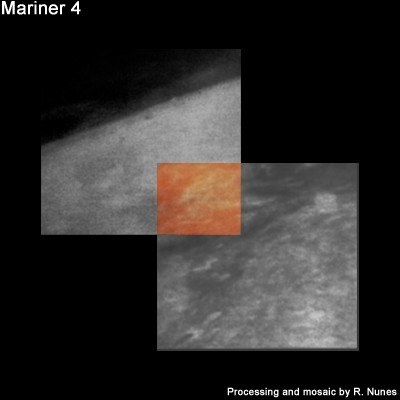
يرى الغلاف الجوي للمريخ على الحرف.
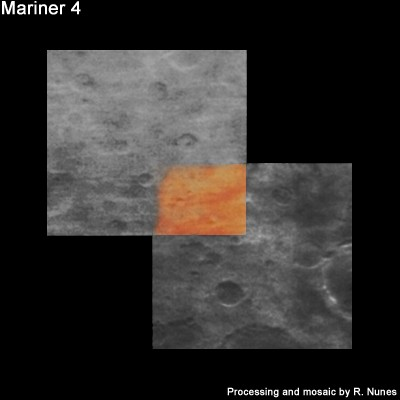
تطابق الصورتين 9 و 10.
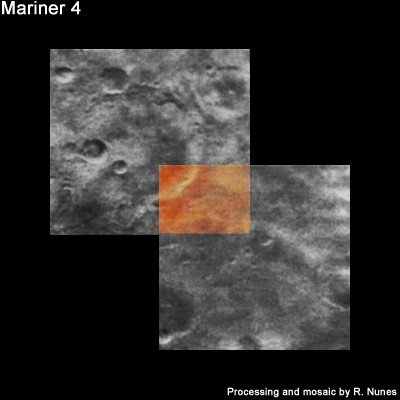
تطابق لصورتين 11 و 12.